# جون بينغهام (عازف بيانو)
جون بينغهام (بالإنجليزية: John Bingham)‏ هو عازف بيانو بريطاني، ولد في 31 مارس 1942، وتوفي في 6 ديسمبر 2003.